# Meeting d'Arnstadt
 (décembre 2023).
La mise en forme du texte ne suit pas les recommandations de Wikipédia : il faut le « wikifier ».
Les points d'amélioration suivants sont les cas les plus fréquents :
- Les titres sont pré-formatés par le logiciel. Ils ne sont ni en capitales, ni en gras.
- Le texte ne doit pas être écrit en capitales (les noms de famille non plus), ni en gras, ni en italique, ni en « petit »…
- Le gras n'est utilisé que pour surligner le titre de l'article dans l'introduction, une seule fois.
- L'italique est rarement utilisé : mots en langue étrangère, titres d'œuvres, noms de bateaux, etc.
- Les citations ne sont pas en italique mais en corps de texte normal. Elles sont entourées par des guillemets français : « et ».
- Les listes à puces sont à éviter, des paragraphes rédigés étant largement préférés. Les tableaux sont à réserver à la présentation de données structurées (résultats, etc.).
- Les appels de note de bas de page (petits chiffres en exposant, introduits par l'outil «  Source ») sont à placer entre la fin de phrase et le point final[comme ça].
- Les liens internes (vers d'autres articles de Wikipédia) sont à choisir avec parcimonie. Créez des liens vers des articles approfondissant le sujet. Les termes génériques sans rapport avec le sujet sont à éviter, ainsi que les répétitions de liens vers un même terme.
- Les liens externes sont à placer uniquement dans une section « Liens externes », à la fin de l'article. Ces liens sont à choisir avec parcimonie suivant les règles définies. Si un lien sert de source à l'article, son insertion dans le texte est à faire par les notes de bas de page.
- La présentation des références doit suivre les conventions bibliographiques. Il est recommandé d'utiliser les modèles {{Ouvrage}}, {{Chapitre}}, {{Article}}, {{Lien web}} et/ou {{Bibliographie}}. Le mode d'édition visuel peut mettre en forme automatiquement les références.
- Insérer une infobox (cadre d'informations à droite) n'est pas obligatoire pour parachever la mise en page.

Pour une aide détaillée, merci de consulter Aide:Wikification.
Si vous pensez que ces points ont été résolus, vous pouvez retirer ce bandeau et améliorer la mise en forme d'un autre article.
Le Meeting d'Arnstadt (Hochsprung mit Musik, Saut en hauteur avec de la musique) est une rencontre annuelle de saut en hauteur en salle qui avait lieu en février, à Arnstadt, en Allemagne.
Organisée pour la première fois en 1977, cette compétition débuta comme un défi entre athlètes est-allemands principalement. Après la réunification de l'Allemagne en 1990, la compétition est devenue internationale et a attiré des athlètes tels que le champion olympique et mondial Charles Austin et la médaillée d'argent olympique Alina Astafei. Les détenteurs des records du monde Javier Sotomayor et Stefka Kostadinova ont participé et remporté ce meeting.
Le nom Hochsprung mit Musik vient du fait que de la musique est diffusée dans la Sporthalle am Jahn-sportpark pendant que les athlètes effectuent leur saut. Cela sert à la fois à créer du suspense et à refléter le rythme constant nécessaire aux athlètes pour réaliser un saut en hauteur.
La compétition a connu une plus grande visibilité à partir des années 2000, car les sauts des athlètes vainqueurs atteignaient des hauteurs significatives. Cela est illustré par le saut victorieux de Kajsa Bergqvist en 2006 à 2,08 mètres, un record du monde en salle pour l'événement, et seconde performance mondiale globale derrière le record du monde actuel de Kostadinova (de 2,09 mètres). La victoire de Blanka Vlašić en 2010 avec 2,06 mètres a été le troisième saut en salle le plus élevé. Un certain nombre d'autres sauts en salle effectués par des athlètes féminines restent parmi les 30 meilleurs de tous les temps, et les sauts des athlètes masculins figurent fréquemment dans les meilleures performances en salle de l'année.
Le 8 février 2014, l'événement a eu lieu pour la 38ème et dernière fois après qu'aucun successeur n'ait été trouvé pour le directeur sortant de l'assemblée, Hubertus Triebel.